# I'd Love You to Want Me
"I'd Love You to Want Me" là một bài hát nổi tiếng năm 1972 của Lobo (nghệ danh của Kent LaVoie). Bài hát này được đưa vào album Of a Simple Man.
Phát hành như một đĩa đơn vào mùa thu năm 1972, "I'd Love You to Want Me" là bài hát được xếp hạng cao nhất của ca sĩ này trong bảng xếp hạng Billboard Hot 100, với 2 tuần lễ ở vị trí thứ 2 trong tháng 11 năm đó. Xếp thứ nhất của thời gian đó là bài hát "I Can See Clearly Now" của Johnny Nash. Bài hát cũng đã xếp thứ nhất 1 tuần trên bảng xếp hạng Billboard easy listening chart. Đây là bài thứ 2 trong 4 bài hát của Lobo làm được điều này và trở thành một đĩa vàng.
Khi được phát hành lần đầu tại Vương quốc Anh năm 1972, bài hát không vào được UK Singles Chart; tuy vậy lần phát hành sau đó năm 1974, dưới nhãn UK, bài hát đã đạt tới vị trí thứ 5.
Bài hát cũng đứng đầu bảng xếp hạng tại Australia (Kent Music Report, 2 tuần), Canada (RPM Magazine, 1 tuần) và Đức (Media Control Charts, 13 tuần trong năm 1973-1974).

## Bảng xếp hạng
| Năm  | Chart                    | Peak position |
| ---- | ------------------------ | ------------- |
| 1972 | Canadian RPM Top Singles | 1             |
| 1972 | Billboard Hot 100        | 2             |
| 1972 | Billboard Easy Listening | 1             |
| 1972 | Cash Box Top 100         | 1             |
| 1972 | WLS-AM (Chicago)         | 2             |
| 1973 | Australian Singles Chart | 1             |
| 1973 | NZ Listener Chart        | 1             |
| 1973 | German Singles Chart     | 1             |
| 1974 | UK Singles Chart         | 5             |

| Chart (1972)         | Rank |
| -------------------- | ---- |
| Canada               | 26   |
| U.S.                 | --   |
| WLS survey (Chicago) | 39   |

| Chart (1973) | Rank |
| ------------ | ---- |
| Australia    | 8    |

| Chart (1974) | Rank |
| ------------ | ---- |
| UK           | 61   |